# Parti libéral de Macédoine
Le Parti libéral de Macédoine (en macédonien, Либерална партија на Македонија, Liberalna partija na Makedonija, LPM) est un parti politique de Macédoine du Nord, membre d'ELDR.